# Fede

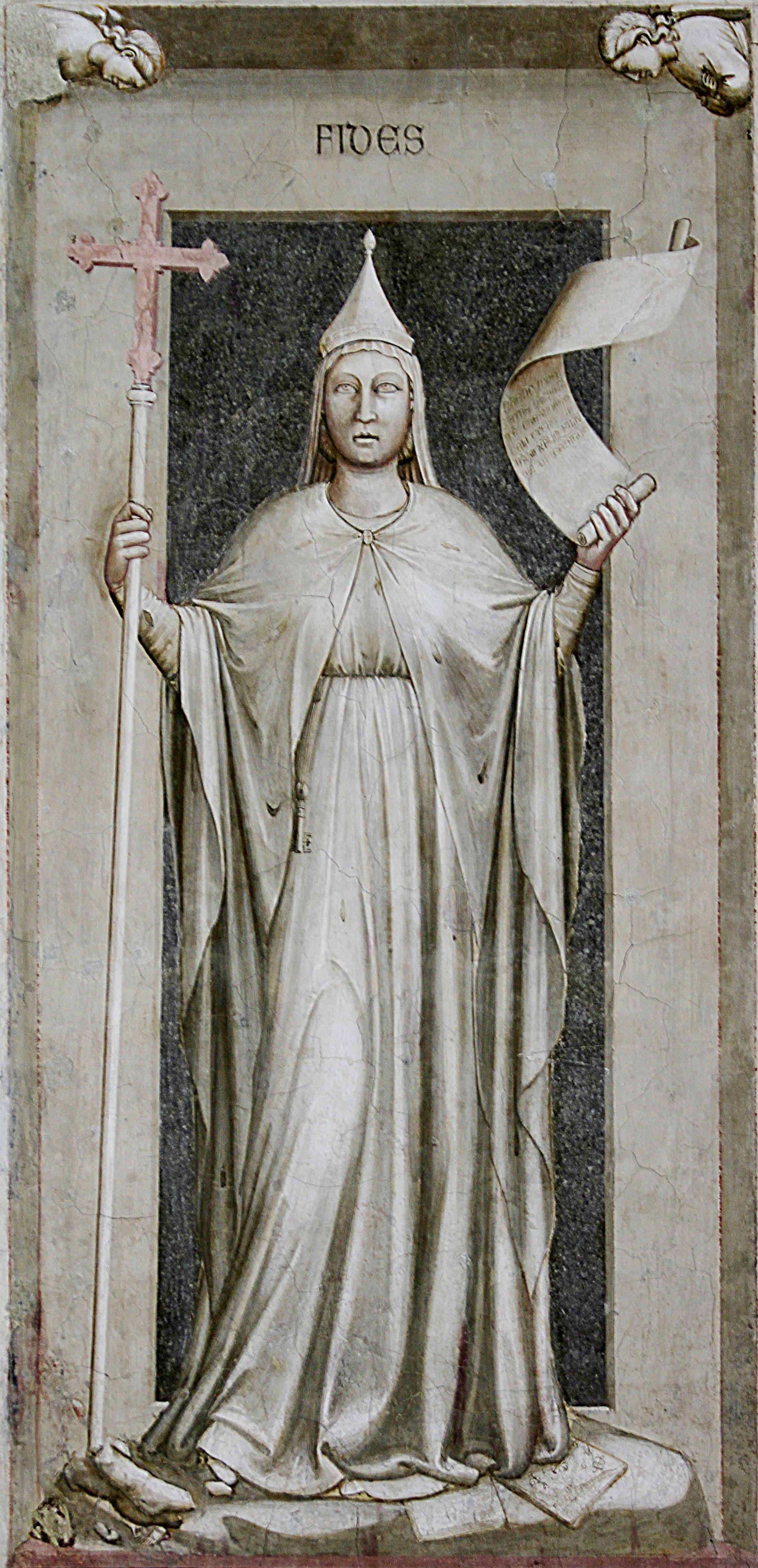
Giotto, Fides, Cappella degli Scrovegni, Padova

La fede è definibile come l'adesione a un messaggio o un annuncio fondata sull'accettazione di una realtà invisibile, la quale non risulta cioè immediatamente evidente, e viene quindi accolta come vera nonostante l'oscurità che l'avvolge. La fede consiste pertanto nel «ritenere possibile» quel che ancora non si è sperimentato o non si conosce personalmente.

## Accezioni
Secondo l'accezione religiosa, ad esempio quella di Tommaso d'Aquino, essa è la disposizione ad accogliere come vere le informazioni di cui non si ha una conoscenza diretta, basandosi sull'autorità altrui.
Il termine deriva dal latino fides che indica sia la credenza religiosa, ma anche la lealtà, l'impegno solenne, la fedeltà e il mantenimento della parola data; in generale assume il significato di accettazione di misteri o dottrine non razionalmente dimostrabili ma nonostante ciò ritenute vere «per l'autorità del Dio rivelante che non può ingannarsi né ingannare».
In una diversa accezione, ovvero nella teologia cristiana, è una delle tre virtù teologali, dono divino che dispone il credente ad abbandonarsi fiduciosamente nelle mani di Dio accettando la sua parola.

## Fede e sapere

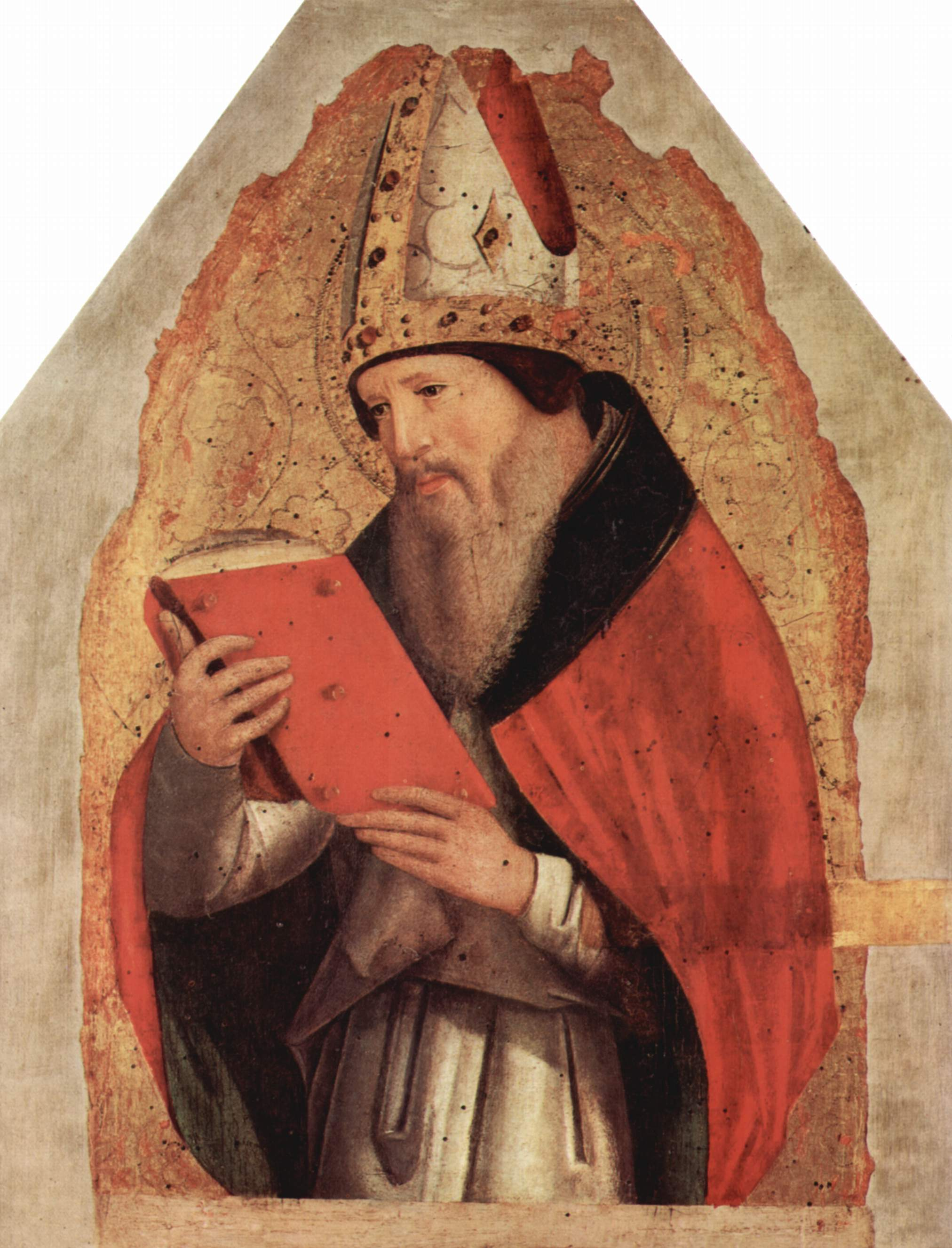
Agostino d'Ippona

Diversamente dal sapere, fondato sulla certezza consapevole della propria validità, la fede prende quindi dagli altri, ovvero dal di fuori, i propri contenuti, come avviene ad esempio nelle religioni rivelate che attingono le loro dottrine da un dato di rivelazione. Il rapporto tra fede e sapere è divenuto in tal modo oggetto di riflessione filosofica. Per Agostino d'Ippona la fede cristiana non è mai disgiunta dal sapere: a ben guardare, infatti, tutte le nostre conoscenze si fondano su atti di fede, su credenze che noi prendiamo per buone prima di averle personalmente sperimentate. Solo dopo averle credute come ammissibili si può esercitare su di esse l'attività critica e riflessiva dell'intelletto (credo ut intelligam); e a sua volta il comprendere aiuta ad interiorizzare, a far proprio ciò che prima andava accolto ciecamente per un semplice atto di fede (intelligo ut credam).
L'intelletto non pensa mai a vuoto, ma sempre partendo da un dato di fede: «La fede cerca, la ragione trova. E ancora la ragione cerca Colui che ha trovato». La fede coincide così con l'intuizione, cioè con l'illuminazione, elargita in dono dalla grazia divina, che consente di far luce non tanto sulla Verità, quanto sulla propria ignoranza: una consapevolezza dell'ignoranza senza la quale non vi sarebbe spinta ad indagare il mistero. Non si cercherebbe infatti la verità se non si fosse certi almeno inconsciamente della sua esistenza, secondo un tema di lontana ascendenza socratica e platonica.
La riflessione agostiniana sulla complementarità tra fede e ragione, verità e dubbio, approda in tal modo alla concezione medioevale della filosofia come "ancella della fede", intesa non come capacità di dimostrare con la ragione i contenuti della rivelazione cristiana, bensì di difenderli dalle critiche nei loro confronti dimostrando semmai la falsità e la contraddizione di chi li rinnega, come si evinceva peraltro già in Clemente Alessandrino. La logica viene utilizzata cioè nel senso negativo della teologia apofatica, quale regola del pensiero adottata ad esempio da Anselmo nella sua prova ontologica, non in sostituzione ma come complemento della fede: secondo la sintesi di Tommaso d'Aquino, «siccome di Dio non possiamo sapere che cosa è, ma piuttosto che cosa non è, non possiamo indagare come Egli sia, ma piuttosto come non sia». Come la fede svela alla ragione la possibilità di nuovi campi di indagine, a sua volta la ragione naturale è in grado di fornire quei «preamboli» o premesse capaci di elevare alla fede, giungendo ad esempio a riconoscere «il fatto che Dio è» ("de Deo quia est"): senza questa premessa infatti non si potrebbe credere che Gesù ne sia il Figlio. I «preamboli» verranno poi confusi in epoca illuminista con la capacità di «dimostrare» con la ragione i fondamenti della fede. Il dogma della soprannaturalità e razionalità della fede fu proclamato dalla Dei Filius.
La possibilità di affiancare argomenti razionali alla fede, che in epoca scolastica dà luogo alla disputa tra dialettici e antidialettici, viene negata alla radice in epoca moderna da Martin Lutero, per il quale essa si tradurrebbe nella presunzione di ritenersi giustificati in base a criteri interamente umani. Soltanto la fede consente a nostra volta di giustificare le parole di Dio come giuste e vere: «Iustificatio Dei et credulitas in Deum idem est». Questa nozione di "fede" rifiuta di rinchiudere il discorso nell'ambito della logica. Una forma di fede siffatta è chiamata fideismo, quando si presuppone che tanto più essa è autentica, quanto più crede all'esistenza di Dio senza basarsi su alcuna prova o argomento razionale. Una tale prospettiva la si ritrova spesso nel pensiero di Søren Kierkegaard (e in particolare alla sua opera Timore e tremore), e in altri pensatori religiosi facenti capo all'esistenzialismo. William Sloane Coffin ha affermato che «”fede” non è accettazione senza dimostrazione, ma fiducia senza riserve».
Raimon Panikkar ha proposto al riguardo la seguente distinzione: per “fede” si intende la capacità di aprirsi all'ulteriorità, a qualcosa di più, di oltre; si tratta di una capacità che non ci viene data né dai sensi né dall'intelletto (Panikkar si richiama alla filosofia cristiana, che distingueva tra credere in Deum – apertura al mistero – credere Deo – fiducia in ciò che può essere stato affermato da un essere supremo – e credere Deum – credere nella sua esistenza). La fede (in Deum) non ha oggetto; è il pensiero che ha un oggetto; se la fede avesse un oggetto sarebbe ideologia, un frutto del pensiero, mentre la divinità affiora oltre il pensiero. La “credenza” è invece la formulazione, l'articolazione dottrinale, compiuta ordinariamente da una comunità, che si è progressivamente cristallizzata in proposizioni, frasi, affermazioni e, in termini cristiani, dogmi. Credenza è l'espressione simbolica, più o meno coerente, della fede che spesso viene formulata in termini concettuali.

### Cristianesimo

#### Secondo il Nuovo Testamento
Il significato principale della parola "fede" (traduzione dal grecoπίστις, pìstis, che a sua volta rende il verbo ebraico he'emìn), si riferisce a colui che ha fiducia, che confida, che si affida, la cui persuasione è salda. La parola greca può anche essere intesa nel senso di «fedeltà» (Tit Tit 2,10).

L'anonimo estensore della Lettera agli Ebrei ha scritto che 
Lo stesso brano nella traduzione dal testo siriaco è: 
Dante traduce fedelmente il passo citato nel Paradiso della Divina Commedia, dal testo della vulgata: 
(Par., XXIV, 64-66.)

La Lettera agli Ebrei continua illustrando il significato e il ruolo pratico della fede: 
Riassumendo il concetto neotestamentario di fede, si può dire che esso è basato sull'autorivelazione di Dio, soprattutto per quanto riguarda la fiducia nelle promesse e il timore dei castighi contenuti nella Bibbia. 

Gli autori del Nuovo Testamento inoltre associano la fede in Dio a quella in Gesù Cristo. Il Vangelo di Giovanni è particolarmente chiaro al riguardo, dove Gesù dice che 
 Alla richiesta 
Secondo il Nuovo Testamento, infine, la fede rientra fra i doni dello Spirito Santo cosiddetti «carismatici».

#### Cattolicesimo
Il cattolicesimo fa propria la definizione di fede di Tommaso d'Aquino, secondo cui «la Fede è l'atto dell'intelletto che dà il proprio assenso alle verità divine per comando della volontà, messo in moto da Dio per mezzo della Grazia».
Sant'Agostino è il primo a distinguere fra fides qua creditur (ablativo, la fede in virtù e con la quale si crede) dalla fides quae creditur (nominativo femminile singolare, la fede che si crede): mentre la fides qua equivale a credere a Dio come persona, la fides quae è credere che Dio esiste e alle sue verità.
Così scrive sant'Agostino nelle Confessioni:
«Tu mi facesti considerare l'incalcolabile numero dei fatti a cui credevo senza vederli, senza assistere al loro svolgimento, quale la moltitudine degli eventi storici, delle notizie di luoghi e città mai visitate di persona, delle cose per cui necessariamente, se vogliamo agire comunque nella vita, diamo credito agli amici, ai medici, a persone di ogni genere; e infine come ero saldamente certo dell'identità dei miei genitori, benché nulla potessi saperne senza prestare fede a ciò che udivo». Il Concilio Vaticano I cita questa definizione nella Costituzione Dogmatica Dei Filius, la quale mette in luce i tre principali elementi che caratterizzano l'atto di fede: l'intelletto che riconosce le verità rivelate come credibili, la volontà che aderisce alle realtà credute, ed infine la Grazia divina che mette in movimento le due facoltà precedenti in modo tale che tutto l'uomo aderisca a Dio stesso.
La fede è una delle tre virtù teologali che precede e fonda la speranza e la carità. Essa si distingua dalla semplice sentimento della fiducia perché necessità di un Magistero che interpreti rettamente la Sacra Scrittura. 
Per don Giussani la fede nel senso più comune «è aderire a quello che afferma un altro. Ciò può essere irragionevole, se non ci sono motivi adeguati; è ragionevole se ci sono. Se io ho raggiunto la certezza che una persona sa quel che dice e non mi inganna, allora ripetere con certezza ciò che essa dice con certezza è coerenza con me stesso. Senza il metodo di conoscenza della fede non ci sarebbe sviluppo umano». La fede cristiana invece è «riconoscere una Presenza eccezionale, è riconoscere la Presenza dell'eccezionale, la Presenza dell'infinito fra noi, in carne ed ossa. Riconoscere la Presenza di Cristo».
In ambito cattolico è stata affermata l'esistenza di una complementarità imprescindibile tra fede e ragione, in particolare nell'enciclica Fides et ratio, scritta da papa Giovanni Paolo II, che sostiene come nell'argomento del Proslogion di Anselmo d'Aosta «l'armonia fondamentale della conoscenza filosofica e della conoscenza di fede è ancora una volta confermata: la fede chiede che il suo oggetto venga compreso con l'aiuto della ragione; la ragione, al culmine della sua ricerca, ammette come necessario ciò che la fede presenta».

#### Protestantesimo
Per il cristianesimo protestante la conoscenza è un elemento essenziale di ogni fede: spesso i termini vengono trattati come sinonimi (Vangelo di Giovanni, 10:38; Prima lettera di Giovanni, 2:3). La fede tuttavia aggiunge alla conoscenza l'assenso, in quanto si tratta di un atto del volere oltre che di un atto dell'intelletto.

### Ebraismo
Secondo la religione ebraica è meritorio credere in Dio: infatti, conta tanto il credere in Dio, quanto il condurre una vita timorata. Alcuni razionalisti Ebrei sostengono che la semplice fede in Dio, priva di ogni supporto razionale, è ben inferiore a quella che è possibile raggiungere tramite l'uso della ragione.

### Induismo
Diverse religioni affiancano la fede alla conoscenza: il caso più chiaro è forse quello dell'Induismo, che però – va ricordato – non è una religione esclusivamente monoteistica, e quindi non fa riferimento a un'unica combinazione di forma/nome della Divinità). Dal punto di vista esclusivamente logico-dottrinale, tuttavia, è impossibile che tutte queste religioni, con il loro bagaglio di credenze mutuamente incompatibili, siano vere. L'Induismo cerca di superare tale problema suggerendo che le varie religioni non sono altro che modi diversi (Dharma) di esprimere il contatto con la verità ultima, con tutte le difficoltà che ciò comporta (da una prospettiva vicina a quella dell'Induismo, Raimon Panikkar ha proposto una certa idea di pluralismo basata sulla nozione di pars pro toto). Si tratterebbe, in qualche modo, della possibilità che esistano percorsi diversi per raggiungere la stessa meta, vale a dire l'unione con la Divinità. Questo metodo di approccio dell'Induismo alla diversità interna che lo caratterizza, concezione che permette all'ambiente induista il mantenimento dell'armonia tra le varie correnti, è stato sostenuto nel corso del tempo da molti religiosi che hanno intrapreso un cammino mistico sperimentando religioni diverse. Anche questi religiosi hanno affermato la sostanziale validità di tutte le religioni, in quanto non vi è alcuna differenza nell'esperienza ultima, poiché tutti i cammini religiosi conducono, attraverso percorsi diversi, al medesimo obiettivo finale.

### La fede bahá'í
Per la fede bahá'í, sorta in un contesto islamico, v'è un Dio unico, il Creatore dell'Universo. Nel corso della preistoria e della storia, Dio s'è rivelato all'umanità tramite una serie di Messaggeri divini, ognuno dei quali ha fondato una religione con insegnamenti adeguati a quella fase storica e geografica. Oltre ai preistorici, i cui nomi sono andati persi, furono Messaggeri: Adamo, Abramo, Krishna, Zoroastro, Mosè, Buddha, Gesù e Maometto. Secondo la Fede bahá'í, la conoscenza della volontà di Dio per l'umanità dell'epoca moderna sarebbe stata rinnovata e rivelata poco più di cento cinquant'anni fa da Bahá'u'lláh; l'ultimo di tali Messaggeri. Tale successione di insegnanti divini riflette sempre un unico eterno e dinamico "piano di Dio" per far conoscere all'umanità il suo Creatore e per coltivare le capacità morali, intellettuali e spirituali della razza umana, con l'obiettivo di realizzare una civiltà globale, unica e in vitale progresso. Perciò, ma non prima di mille anni, l'umanità sarà sempre guidata, secondo il Credo bahá'í, da futuri Messaggeri dell'unico Dio, Creatore e Signore di un universo dinamico e infinito.